# Desastres em 1968
Nesta página encontrará referências aos desastres ocorridos durante o ano de 1968.

## Janeiro
- 15 de Janeiro - Um terremoto mata 230 pessoas na Sicília, Itália.
- 21 de Janeiro - Acidente: Cai na Groelândia um bombardeiro americano B-52 com 4 bombas atômicas.

## Maio
- 22 de Maio - O submarino americano Scorpion afunda com 99 homens a bordo a 400 milhas de Açores.